# Marisa Miller
Marisa Miller, cujo nome de batismo é Marisa Bertetta (Santa Cruz, California, 6 de agosto de 1978), é uma supermodelo estadunidense.
É mundialmente conhecida por ter sido uma das angels da Victoria's Secret e por ter ilustrado as páginas e a capa (em 2008) da revista Sports Illustrated Swimsuit Issue.
Marisa é casada com o produtor musical Griffin Guess.

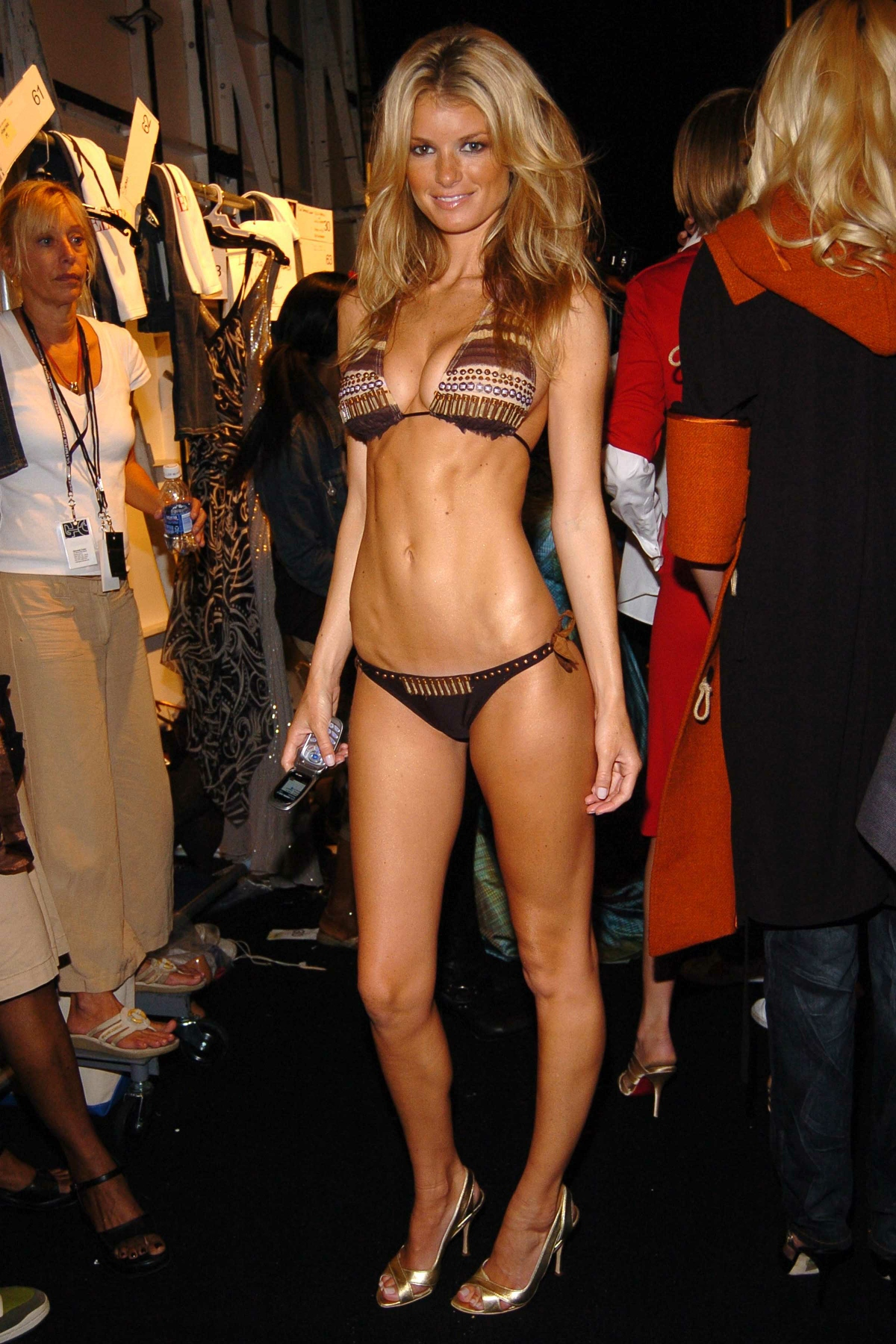